# Liste der Monuments historiques in Avillers (Meurthe-et-Moselle)
Die Liste der Monuments historiques in Avillers führt die Monuments historiques in der französischen Gemeinde Avillers auf.

## Liste der Immobilien
| Bezeichnung | Beschreibung                               | Standort                           | Kennzeichnung | Schutzstatus | Datum | Bild |
| ----------- | ------------------------------------------ | ---------------------------------- | ------------- | ------------ | ----- | ---- |
| Beinhaus    | aus der ersten Hälfte des 16. Jahrhunderts | unter der Kirche St-Laurent (Lage) | PA00105992    | Inscrit      | 1987  |      |

## Liste der Objekte
| Bezeichnung                              | Beschreibung                                                 | Standort                        | Kennzeichnung | Schutzstatus | Datum | Bild |
| ---------------------------------------- | ------------------------------------------------------------ | ------------------------------- | ------------- | ------------ | ----- | ---- |
| Pietà                                    | Stein, farbig gefasst, erste Hälfte des 16. Jahrhunderts     | in der Kirche St-Laurent (Lage) | PM54000023    | Classé       | 1978  |      |
| Skulptur Heilige Agnes                   | Stein, erste Hälfte des 16. Jahrhunderts                     | in der Kirche St-Laurent (Lage) | PM54000024    | Classé       | 1979  |      |
| Skulptur Heiliger Laurentius             | Kalkstein, farbig gefasst, erste Hälfte des 16. Jahrhunderts | in der Kirche St-Laurent (Lage) | PM54001357    | Inscrit      | 1977  |      |
| Skulptur eines franziskanischen Heiligen | Eichenholz, farbig gefasst, 18. Jahrhundert                  | in der Kirche St-Laurent (Lage) | PM54001358    | Inscrit      | 1990  |      |
| Skulptur Heiliger Nikolaus               | Eichenholz, farbig gefasst, 18. Jahrhundert                  | in der Kirche St-Laurent (Lage) | PM54001359    | Inscrit      | 1990  |      |